# Mitrailleuse de 25 mm Mark 38

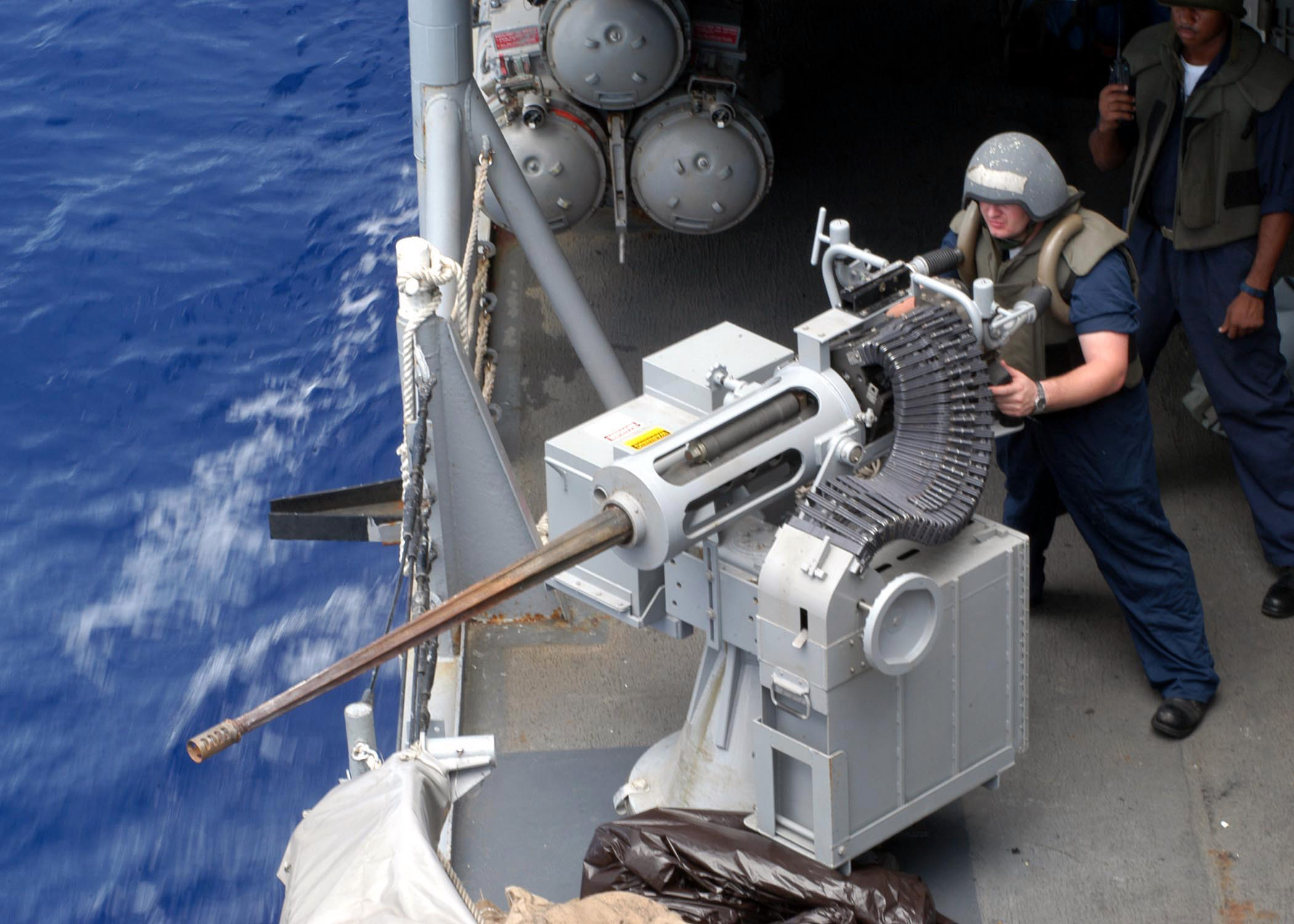
Mk 38 Mod. 1 exploité à bord de l'.

La mitrailleuse de 25 mm Mark 38 (MGS) est un système d'armes embarqué conçu pour protéger les navires de guerre, principalement contre diverses menaces de surface, en particulier les petits engins de surface rapides.
Il se compose d'un canon mitrailleur M242 Bushmaster monté sur une tourelle qui peut être commandée manuellement ou à distance, selon la variante,. Conçu à l'origine par les États-Unis dans les années 1980 pour être utilisé sur leurs navires de guerre, le Mark 38 est aujourd'hui en service sur les navires de guerre de divers pays de l'OTAN.
Il est intégrable à n’importe quelle plate-forme navale, du patrouilleur au porte-avions. Entièrement stabilisé, il est doublé d’une mitrailleuse coaxiale en 7,62 mm. Sa boule optronique intègre une visée jour/nuit qui permet tant le tir que la surveillance des flots alentour ou du pont.